# (9951) Tyrannosaurus
(9951) Tyrannosaurus (1990 VK5) – planetoida z pasa głównego asteroid okrążająca Słońce w ciągu 3,78 lat w średniej odległości 2,43 j.a. Odkryta 15 listopada 1990 roku.